# Montanariidae
Montanariidae zijn een uitgestorven familie van tweekleppigen uit de orde Actinodontida.